# Badr Shakir al-Sayyab
Badr Shakir al Sayyab (arabiska: بدر شاكر السياب), född 24 december 1926 i stadsdelen Jaykur, nära Basra, död 24 december 1964 i Kuwait , är en irakisk poet. Han räknas som en av de mest inflytelserika poeterna inom modern arabisk poesi.[källa behövs] Hans verk har blivit översatta till mer än tio språk, däribland engelska, persiska, somaliska och urdu.

## Diktsamlingar
- Vissna blommor  (أزهار ذابلة, 1947)
- Orkaner (أعاصير, 1948)
- Blommor och Myter (أزهار وأساطير, 1950)
- Fredens uppgång (فجر السلام, 1951)
- Gravbrytaren (Long Poem) (حفار القبور, 1952)
- The Blind Prostituerade (المومس العمياء, 1954)
- Vapen och Barn (الأسلحة والأطفال, 1955)
- En sång för regnet (انشودة المطر, 1960)
- Den drunknade templen (1962, المعبد الغريق)
- ِal-Shalabis dotters Burspråk (1963) (1964, شناشيل ابنة الجلبي)